# Abdoulie Njai
Abdoulie Njai (* 1996 in Banjul) ist ein gambischer Politiker.

## Leben
| Parlamentswahl | Stimmen | Stimmanteil |
| -------------- | ------- | ----------- |
| 2022           | 1.262   | 26,32 %     |

Njai hat ein Diplom in Ingenieurwesen und einen Abschluss in Betriebswirtschaft von der IOU University und ICT in Wuhan, Volksrepublik China. Er ist Mitbegründer und ehemaliger Präsident der Wohltätigkeitsorganisation Unity Foundation, später fungierte er als Vorstandsvorsitzender dieser Organisation.
Njai trat bei der Wahl zum Parlament 2022 als  unabhängiger Kandidat im Wahlkreis Banjul Central in der Kanifing Administrative Region an. Mit 26,32 % konnte er den Wahlkreis vor Muhammed Ndow von der People’s Progressive Party (PPP), der zuvor bei den Parlamentswahlen in Gambia 2017 den Wahlkreis gewonnen hatte, für sich gewinnen.

## Auszeichnungen und Ehrungen
- 2022 – African Icon Award[1][6]